# Френк Аен
Френк Аен (нар. 25 липня 1951, Ньорресуннбю) — данський економіст та депутат (Фолькетингу) від Червоно-зеленої коаліції. З 15 березня 2006, хворіє на тромбоз, але повернувся до роботи в Фолькетинг у квітні. Аен був членом парламенту з 1994 по 2001 та з 2005 і по сьогодні. Френк Аен є магістром економіки, освіту отримав в Ольборгському університеті у 1985 році.
У січні 2019 року Крістіан Єнсен звинуватив його у поширенні неправдивої інформації щодо продажу енергетичної компанії Radius. Айн стверджував, що компанія продається за низькою ціною. Міністерство фінансів Данії скасувало продаж, посилаючись на відсутність політичної підтримки.